# San Policarpo

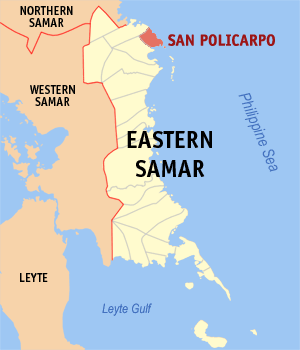
Bản đồ Đông Samar với vị trí của San Policarpo

San Policarpo là một đô thị hạng 5 ở tỉnh Đông Samar, Philippines. Theo điều tra dân số năm 2000 của Philipin, đô thị này có dân số 12,403 người trong 2.538 hộ.

## Các đơn vị hành chính
San Policarpo được chia ra 17 barangay.
| - Alugan - Bahay - Bangon - Baras (Lipata) - Binogawan - Cajagwayan - Japunan - Natividad - Pangpang | - Barangay No. 1 - Barangay No. 2 - Barangay No. 3 - Barangay No. 4 - Barangay No. 5 - Santa Cruz - Tabo - Tan-awan |

 ==